# Kóstas Katsouránis
Konstantínos Katsouránis (en grec : Κωνσταντίνος Κατσουράνης), ou Kóstas Katsouránis (Κώστας Κατσουράνης), né le 21 juin 1979 à Patras en Grèce, est un footballeur international grec, évoluant au poste de milieu défensif, voire de défenseur central.

## Biographie

### En club
Le 3 octobre 2012, Kostas Katsouranis résilie son contrat avec le Panathinaïkos en commun accord avec la direction du club.

## Carrière
| Période   | Club           | Pays     | Matchs | Buts |
| 1996-1997 | Panachaïkí     | Grèce    | 12     | 2    |
| 1997-1998 | Panachaïkí     | Grèce    | 4      | 1    |
| 1998-1999 | Panachaïkí     | Grèce    | 28     | 1    |
| 1999-2000 | Panachaïkí     | Grèce    | 27     | 5    |
| 2000-2001 | Panachaïkí     | Grèce    | 25     | 2    |
| 2001-2002 | Panachaïkí     | Grèce    | 25     | 3    |
| 2002-2003 | AEK Athènes    | Grèce    | 26     | 6    |
| 2003-2004 | AEK Athènes    | Grèce    | 27     | 7    |
| 2004-2005 | AEK Athènes    | Grèce    | 28     | 10   |
| 2005-2006 | AEK Athènes    | Grèce    | 29     | 6    |
| 2006-2007 | Benfica        | Portugal | 29     | 6    |
| 2007-2008 | Benfica        | Portugal | 27     | 2    |
| 2008-2009 | Benfica        | Portugal | 24     | 2    |
| 2009-2010 | Panathinaikos  | Grèce    | 28     | 8    |
| 2010-2011 | Panathinaikos  | Grèce    | 32     | 6    |
| 2011-2012 | Panathinaikos  | Grèce    | 27     | 4    |
| 2012-2013 | Panathinaikos  | Grèce    | 1      | 0    |
| 2012-2013 | PAOK Salonique | Grèce    | 18     | 4    |
| 2013-2014 | PAOK Salonique | Grèce    | 29     | 2    |
| 2014      | FC Pune City   | Inde     | 14     | 4    |
| 2015      | Atromitos      | Grèce    | 22     | 3    |

## Statistiques
- 97 sélections (9 buts) en équipe de Grèce
- 3 buts en 31 matchs de C1
- 3 buts en 22 matchs de C3

## Palmarès

### Benfica
- Vainqueur de la Carlsberg Cup : 2009

### Panathinaïkos
- Vainqueur du Championnat de Grèce : 2010
- Vainqueur de la Coupe de Grèce : 2010

### Sélection nationale
- Vainqueur du Championnat d'Europe des nations de football : 2004